# Tour d'observation de Büchenbronn
 (décembre 2023).
Si vous disposez d'ouvrages ou d'articles de référence ou si vous connaissez des sites web de qualité traitant du thème abordé ici, merci de compléter l'article en donnant les références utiles à sa vérifiabilité et en les liant à la section « Notes et références ».
La tour d'observation de Büchenbronn est une tour en treillis, construite en 1883, et située sur les hauteurs de Büchenbronn (altitude 608 m) à proximité de Pforzheim (Bade-Wurtemberg). C'est probablement une des plus anciennes tours en fonte. Elle fut commandée par l'association pour l'embellissement de Pforzheim.

## Construction
C'est une tour en treillis de forme octogonale, comportant huit pieds supportant un poste d'observation situé 24 mètres plus haut. On accède au poste d'observation par un escalier en spirale de 125 marches situé au centre de la tour et s'appuyant sur 4 colonnes. La structure métallique a été construite par la compagnie de Louis Kühne de Dresde.
Concernant la stabilité de la tour, le Deutsche Bauzeitung précise en 1885 : « Un seul visiteur peut engendrer facilement sur la tour de grandes oscillations ».
Après de petits dépannages, la tour a dû être rénovée en profondeur en 1926. Elle a appartenu jusqu'en 1933 à la société d'embellissement, puis de 1933 à 1974 à l'association de la Forêt noire qui a entrepris en 1948 une petite restauration et en 1957 une plus grande rénovation. Depuis 1974, elle est la propriété de la ville de Pforzheim. Sa dernière rénovation a eu lieu en 1999 à la suite de la tempête Lothar.